# Helene Costello
 (mai 2011).
Si vous disposez d'ouvrages ou d'articles de référence ou si vous connaissez des sites web de qualité traitant du thème abordé ici, merci de compléter l'article en donnant les références utiles à sa vérifiabilité et en les liant à la section « Notes et références ».
Pour les articles homonymes, voir Costello.
Helene Costello née à New York le 21 juin 1906 et morte le 26 janvier 1957, est une actrice américaine qui s'est illustrée pendant l'ère du cinéma muet.

Lou Costello lui doit son nom de scène.[réf. souhaitée]

## Biographie
Helene est née dans une famille d'acteurs. Son père, Maurice Costello, est un pionnier du cinéma, et sa mère, Mae Costello (née Altschuk), ainsi que sa sœur ainée Dolores, sont elles aussi des actrices. Sa première apparition a l'écran (aux côtés de son père) a lieu en 1909 dans Les Misérables, adaptation du roman de Victor Hugo. Elle continue à être un acteur-enfant pendant les années 1910 et atteint son pic de popularité dans les années 1920. Malgré cela, elle n'égalera jamais le succès de sa sœur Dolores.
Actrice depuis son plus jeune âge, elle n'est pourtant récompensée qu'en 1927 parmi les WAMPAS Baby Stars, une initiative de la Western Association of Motion Picture Advertisers in the United States, qui choisissait chaque année 13 jeunes femmes qu'elle estimait à l'aube d'un bel et brillant avenir cinématographique.
Helene a tourné en compagnie d'autres acteurs populaires du cinéma muet tels que Myrna Loy, Louise Fazenda, Marie Prevost, Tom Mix et même Rintintin. Elle apparaît aussi occasionnellement avec sa sœur Dolores dans des films de la Warner Bros., comme The Show of Shows (1929).
La carrière d'Helene commence à décliner avec l'apparition des films parlants, et son nom disparait progressivement des génériques. Néanmoins, elle fut brièvement sous les projecteurs avec sa sœur quand leur père leur intenta un procès pour obtenir un soutien financier.[réf. nécessaire]
Elle fut mariée à l'acteur et réalisateur Lowell Sherman de 1930 à 1932.
Helene Costello meurt de pneumonie et tuberculose à Los Angeles à l'âge de 50 ans. Elle est enterrée au cimetière catholique Calvary Cemetery (East Los Angeles).
Pour sa contribution à l'art et industrie cinématographique, elle a une étoile sur l'Hollywood Walk of Fame (au 1500 Vine Street).
Helene Costello est la grand-tante de Drew Barrymore, sa sœur Dolores ayant épousé John Barrymore.

## Filmographie partielle
- 1925 : Bobbed Hair d'Alan Crosland
- 1925 : The Man on the Box de Charles Reisner
- 1925 : Ranger of the Big Pines de W. S. Van Dyke
- 1926 : The Love Toy d'Erle C. Kenton
- 1926 : The Honeymoon Express de James Flood et Ernst Lubitsch
- 1926 : While London Sleeps de Howard Bretherton
- 1927 : The Heart of Maryland de Lloyd Bacon
- 1927 : Finger Prints de Lloyd Bacon
- 1927 : The Fortune Hunter de Charles Reisner
- 1928 : Taxi de minuit de John G. Adolfi
- 1928 : The Circus Kid de George B. Seitz : Trixie

## Distinction
- 1927 : WAMPAS Baby Stars